# Hoplodrina blanda
The Rustic (Hoplodrina blanda) là một loài bướm đêm thuộc họ Noctuoidea. Nó được tìm thấy ở châu Âu.
Sải cánh dài 31–35 mm. Chiều dài cánh trước là 13–16 mm. Con trưởng thành bay làm một đợt from cuối tháng 5 đến đầu tháng 9. .
Ấu trùng ăn herbaceous plants such as Plantago, Stellaria và Rumex.

## Hình ảnh

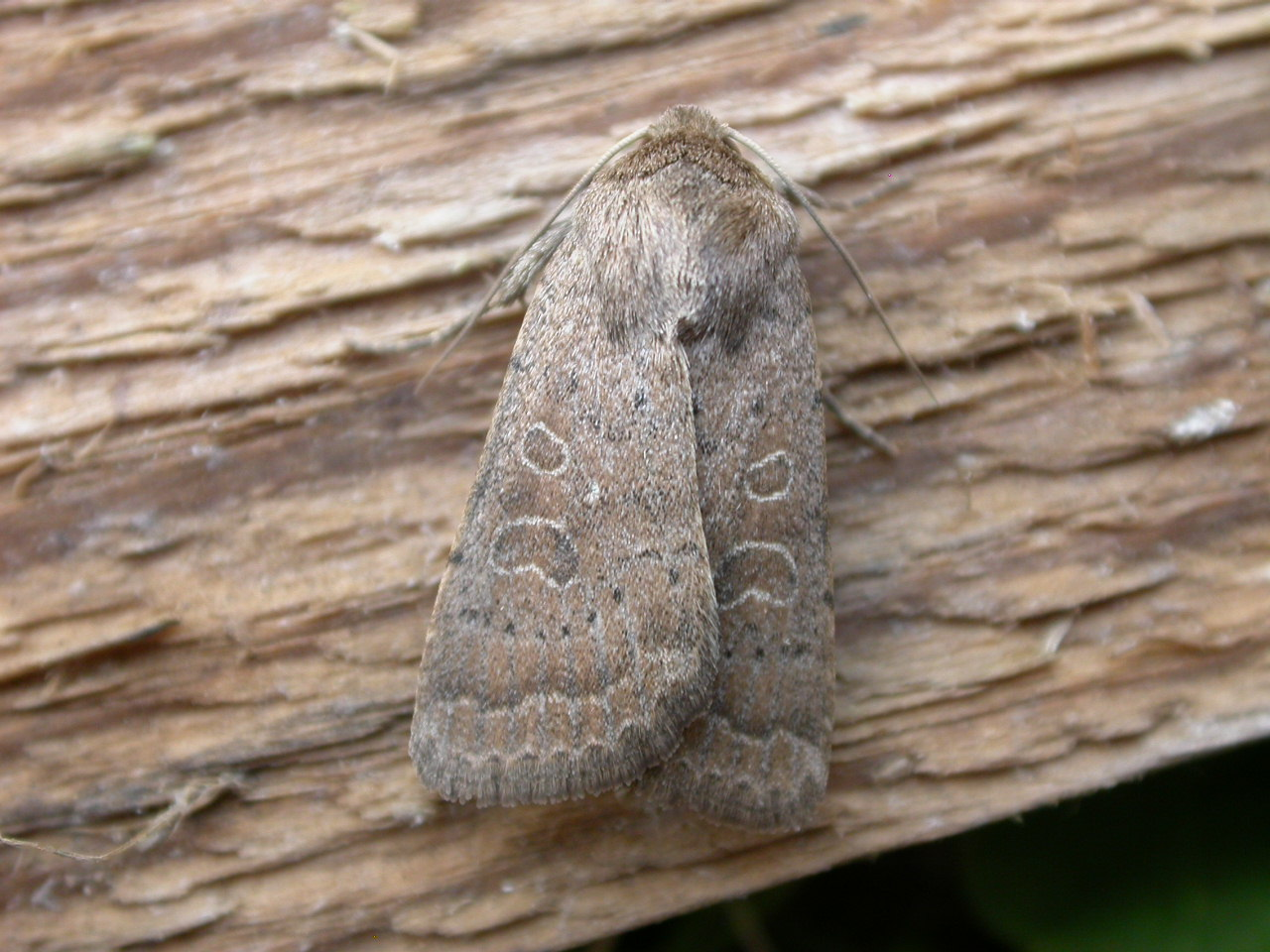
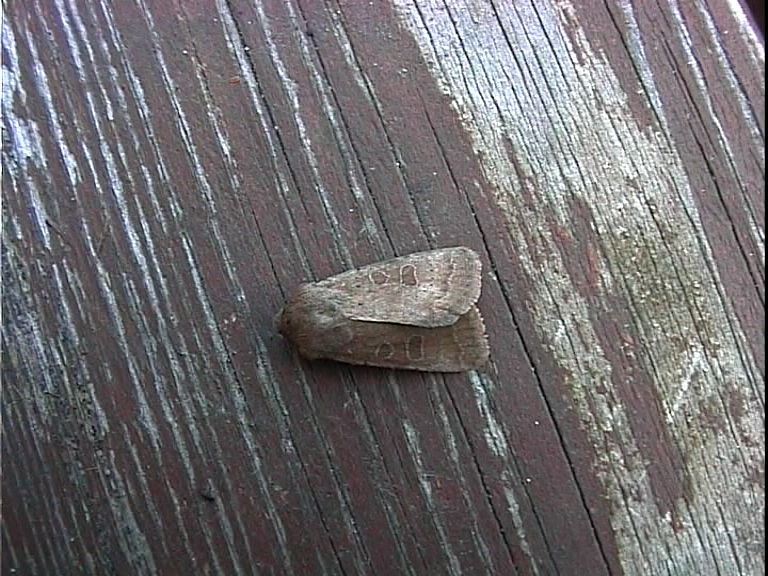
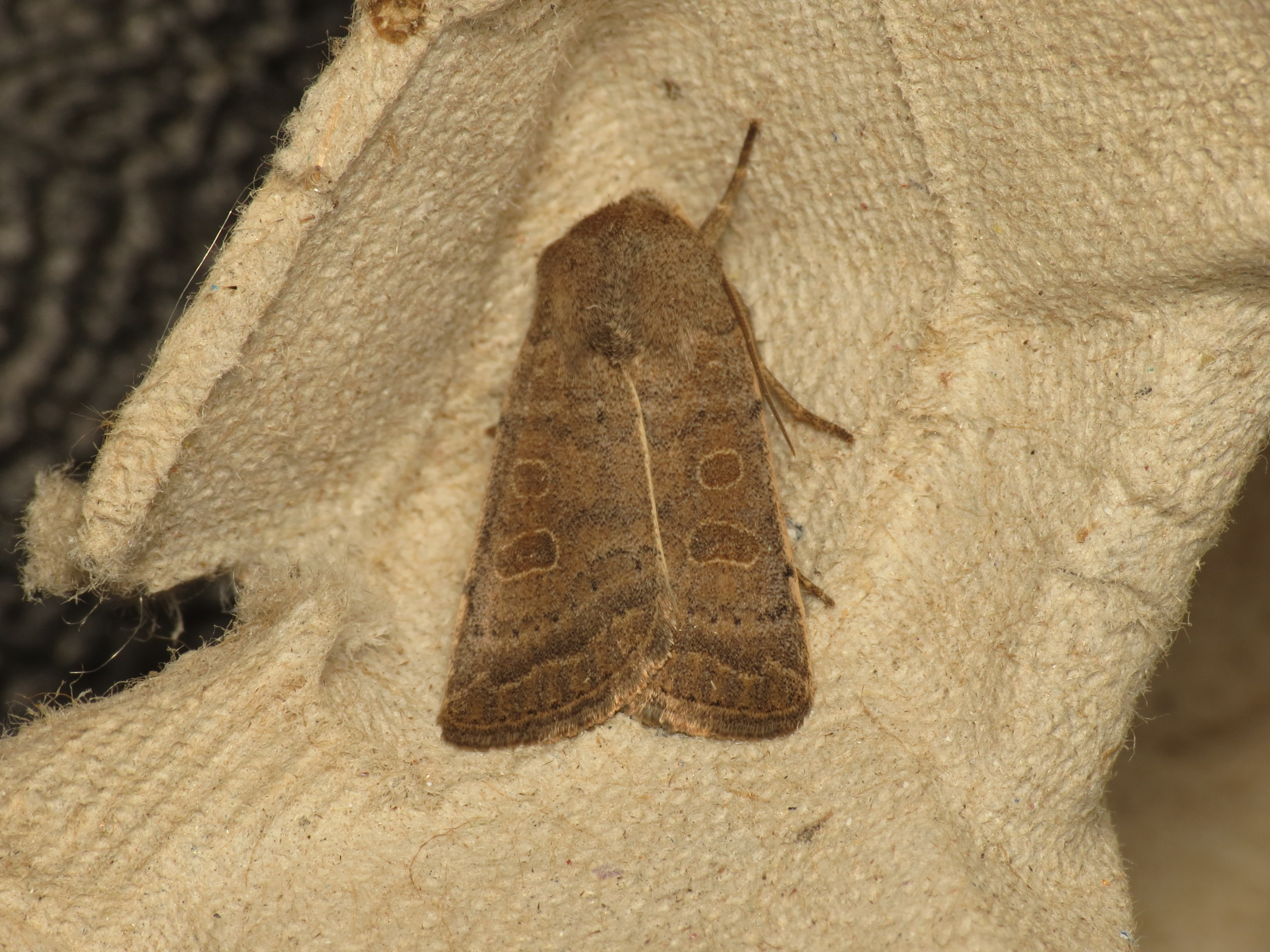